# Diplomeris
Diplomeris es un género de orquídeas. Tiene cuatro especies.
Es nativo del Himalaya hasta el sur de China.

## EspeciesDiplomeris
A continuación se brinda un listado de las especies del género Diplomeris aceptadas hasta mayo de 2011, ordenadas alfabéticamente. Para cada una se indica el nombre binomial seguido del autor, abreviado según las convenciones y usos y la publicación válida.
1. Diplomeris chinensis Rolfe, Bull. Misc. Inform. Kew 1896: 203 (1896).
2. Diplomeris hirsuta (Lindl.) Lindl., Gen. Sp. Orchid. Pl.: 331 (1835).
3. Diplomeris josephii A.N.Rao & Swamin., Indian Orchid J. 2: 5 (1987).
4. Diplomeris pulchella D.Don, Prodr. Fl. Nepal.: 26 (1825).